# Brun darrhärmtrast
Brun darrhärmtrast (Cinclocerthia ruficauda) är en fågel i familjen härmtrastar inom ordningen tättingar som förekommer i Västindien.

## Utseende och läte
Brun darrhärmtrast är en nästan helt varmbrun härmtrast med ljusa ögon och kraftig näbb. Den håller ofta stjärten rest och vingarna sänkta, framför allt under födosök. Ovansidan är mörk, undersidan ljusare. På huvudet syns inslag av grått. Grå darrhärmtrast saknar bruna toner i fjäderdräkten och vitbröstad härmtrast har just lysande vit undersida, men även mörka ögon. Sången består av en långsam blandning av fylliga visslingar och ljusa väsande toner. Bland lätena hörs spridda visslingar och hårda grälande ljud.

## Utbredning och systematik
Brun darrhärmtrast förekommer i Små Antillerna och delas vanligen in i fyra underarter med följande utbredning:
- Cinclocerthia ruficauda pavida – Montserrat och angränsande nordvästra Leewardöarna
- Cinclocerthia ruficauda tremula – Guadeloupe
- Cinclocerthia ruficauda ruficauda – Dominica
- Cinclocerthia ruficauda tenebrosa – Saint Vincent

## Status
Arten har ett begränsat utbredningsområde och beståndsutvecklingen är oklar. Den tros dock inte vara hotad, varför IUCN kategoriserar arten som livskraftig.